# Fafnir (automobile)
Pour les articles homonymes, voir Fafnir (homonymie).

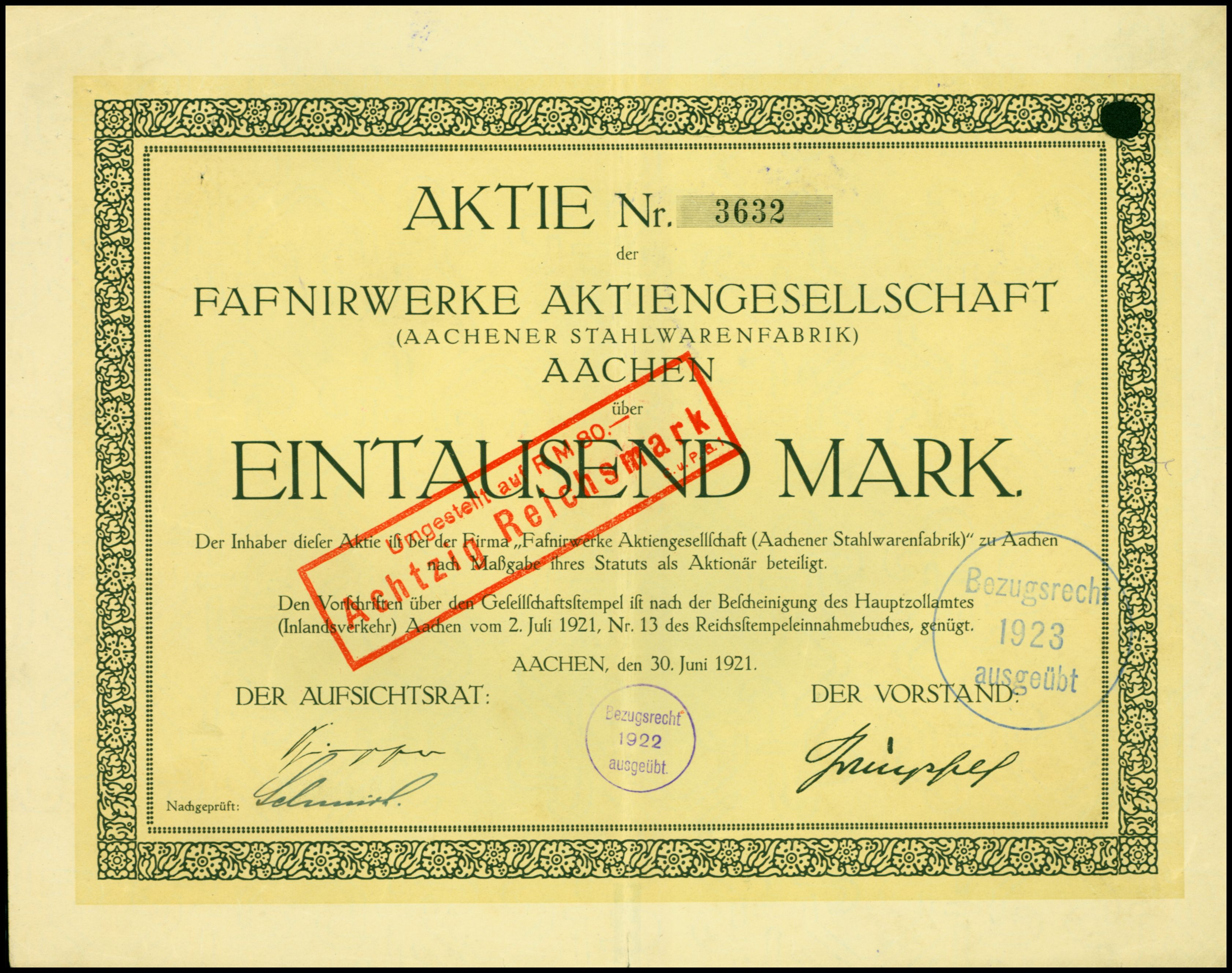
Action de la Fafnirwerke AG datée du 30 juin 1921.

Fafnir est un constructeur automobile allemand basé à Aix-la-Chapelle qui a produit des véhicules de 1903 à 1926.

## Historique

### Depuis les roues à rayons
La société a été fondée en 1894 et produisait alors des aiguilles, puis, après l'apparition du vélo, Fafnir se tourne vers la fabrication de rayons de bicyclettes. En 1898, la société change de nom pour « Carl Schwanemeyer, Aachener Stahlwarenfabrik AG ».

### Fabrication de moteurs de moto
Après la saturation du marché des vélos, la société se met à produire des moteurs de motocyclettes et d'automobiles considérés comme bon marché et de haute qualité. À partir de 1902 le nom a à nouveau été modifié pour « Fafnir » (le dragon de la saga des Nibelungen). Les deux moteurs, le premier, un monocylindre, l'autre, un bicylindre en V, développent respectivement 2 et 8 ch.

### Des voitures en kit
Entre 1904 et 1925, la société se développe et commence à se faire rapidement un nom. En 1912, le nom est encore changé pour « Fafnir-Werke », Aachen, Jülicher Straße. Fafnir se développe et s'implante dans les anciens locaux de FEV Motorentechnik, une entreprise faisant des recherches sur le moteur à combustion interne.
En 1904, la transition commence avec la construction automobile produites en kits sous le nom d'« Omnimobil ». Initialement, le moteur est un bicylindre de 700 cm3 développant 6 ch. Plus tard, c'est un quatre-cylindres développant 16 chevaux que l'on retrouvera sous le capot. À partir de 1908, débute la production de voitures sous le nom de Fafnir. La première, la Typ 274 développe 14 ch et sa vitesse de pointe est de 60 km/h, suivra la Typ 284 avec 16 ch et 70 km/h.
Dans le catalogue de vente de 1912, six modèles sont proposés dont les prix vont de 4 100 à 16 000 RM. Les voitures Fafnir sont alors remarquablement en avance sur leur temps, avec des particularités comme le levier de vitesse situé à l'intérieur de l'habitacle. Un autre changement de nom a lieu pour la société en 1919 « Fafnir Werke AG - Aachener Stahlwarenfabrik ».
La Première Guerre mondiale et ses conséquences portèrent presque un coup d'arrêt à l'économie allemande. Et Fafnir ne peut moderniser sa gamme qu'en 1920. Le dernier modèle produit, le Typ 471, aura été produit jusqu'en 1927.
Fafnir a profité de son expansion pour s'engager en compétition, où, jusqu'à sept voitures ont été alignées simultanément. La participation à l'Eifelrennen aura été très couteuse pour Fafnir, nécessitant de nombreux mécaniciens sur les routes escarpées de l'Eifel. Rudolf Caracciola commence sa carrière de pilote avec Fafnir. Il remportera, sa première victoire en 1926, sur l'AVUS, mais avec une Mercedes-Benz. Fafnir était alors proche de mettre la clé sous la porte.

### Fermeture de Fafnir
Fafnir était à la base une entreprise artisanale. Le passage à la production en série a causé sa perte. En 1925, Fafnir employait quelque cent techniciens et produisait environ 120 voitures chaque mois. Des entreprises concurrentes telles que Opel en produisaient trente fois plus.
En 1925, Fafnir est proche du dépôt de bilan. Les méthodes de production sont obsolètes, le manque de standardisation des pièces et les taxes très élevées sur les voitures ainsi que sur les articles de luxe nuisent à la compétitivité de la firme. Une partie des pressions venait des États-Unis, dont les taxes d'importation sur les voitures étrangères étaient très élevées. Difficiles à vendre outre-Atlantique, Fanir dut recourir à des baisses de prix massives, et les véhicules étaient vendus bien en dessous de leurs coûts de production. Les créanciers ne pouvaient pas être satisfaits. Les dettes s'élevaient alors à 1,8 million de RM. En 1926, la société dépose le bilan.

## Modèles produits
| Modèle                      | Années    | Moteur     | Cylindrée | Puissance           | Performance |
| --------------------------- | --------- | ---------- | --------- | ------------------- | ----------- |
| Typ 274                     | 1908-?    | 4 en ligne |           | 14 ch (10,3 kW)     | 60 km/h     |
| Typ 284 (8/16 PS)           | 1909-1912 | 4 en ligne | 2 012 cm3 | 16 ch (11,8 kW)     | 70 km/h     |
| Typ 384 (10/25 PS)          | 1910-1914 | 4 en ligne | 2 496 cm3 | 25 ch (18,4 kW)     | 75 km/h     |
| Typ 486 (6/16 PS)           | 1913-1920 | 4 en ligne | 1 559 cm3 | 16 ch (11,8 kW)     | 60 km/h     |
| Typ 394 (14/35 PS)          | 1914      | 4 en ligne | 3 990 cm3 | 35 ch (25,8 kW)     | 85 km/h     |
| Typ 471 (9/30 PS / 9/36 PS) | 1920-1927 | 4 en ligne | 2 250 cm3 | 30-36 ch (22–27 kW) |             |
| 8/50 PS Sport               | 1923-1927 | 4 en ligne | 2 000 cm3 | 50 ch (37 kW)       |             |